# Peter Bang

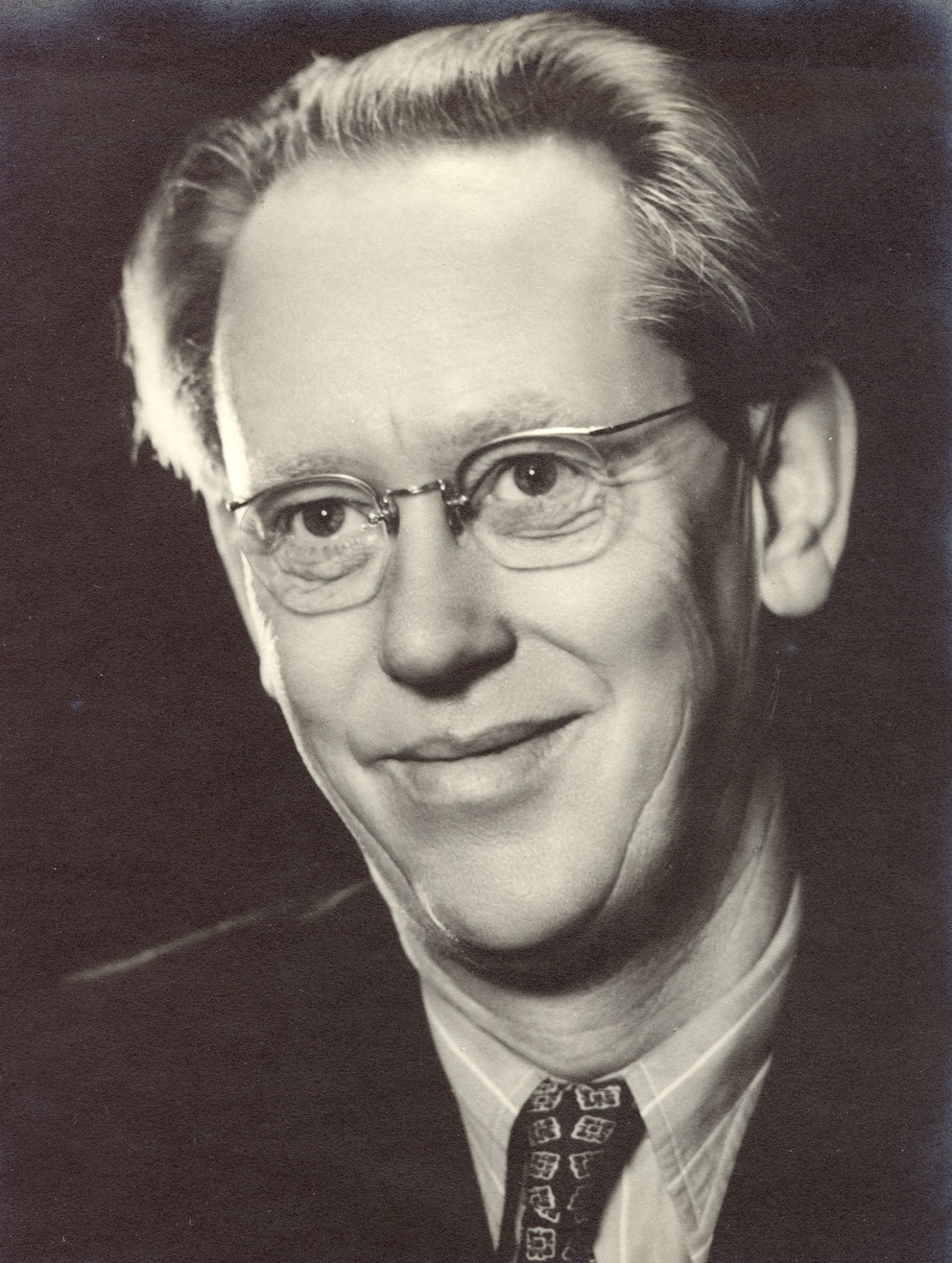
Peter Bang

Peter Boas Bang (geboren am 14. März 1900 in Frederiksberg, gestorben am 26. Mai 1957 in Struer) war ein dänischer Ingenieur und Fabrikant. Er gründete im Jahr 1925 mit Svend Olufsen die inzwischen internationale Firma Bang & Olufsen in Struer.

## Kindheit
Peter Boas Bang war Sohn des Prokuristen Camillo Cavour Bang (1861–1949) und Augusta Pouline Boas (1868–1919). Sein Bruder Poul Bang wurde Filmregisseur und Direktor von Saga Studio.
Peter Bang wuchs in einem wohlhabenden Bürgerhaus in Kopenhagen auf, das gut ausgestattet war: Elektrizität, Telefon und Phonographen. Die Familie hatte ein eigenes Auto. Er ging im Alter von neun Jahren auf die Nærum Kostskole. Aufgrund der Gebrechlichkeit seiner Mutter war er mit allem beschäftigt, was mit Mechanik zu tun hatte. Sein Taschengeld gab er für Batterien, Klingeln und Schalter aus.
Peter hatte früh Interesse an Technik und Radios, und er erinnerte sich daran, dass er mit fünf Jahren eine Aufnahme von Enrico Caruso gehört hatte.
Mit 14 verließ er das Internat und kam auf die Mittelschule. Er wurde von seinem Cousin Isse Wulff, der Assistent am Teknologisk Institut war, unterstützt.
1917 machte er seinen Abschluss, wo auf seine praktischen Fähigkeiten hingewiesen wurde.
Dies brachte seinen Vater Camillo Cavour Bang dazu, ihn in der Schmiede von Siemens & Halske zu arbeiten zu lassen, wo er nachts Experimente machte; dazu gehörte auch eine Windmühle, um das Sommerhaus der Familie zu versorgen.

## Studium am Aarhus Elektroteknikum
Peter Bang lernte vier Jahre und nach einer kurzen Auszeit erhielt er die Erlaubnis des Vaters, Elektrotechnik an der Aarhus High School in Aarhus (Aarhus Electrotechnikum) zu studieren. Hier baute er mehrere Radiogeräte, auch für die Familie in Kopenhagen und die Familie der Mutter. Während seines Studiums experimentierte er auch mit Radiotechnik, und er bat seinen Vater immer wieder um Geld für Batterien. Daher baute er im dritten Studienjahr einen Empfänger, der keine Batterien benötigt.

## Aufenthalt in USA

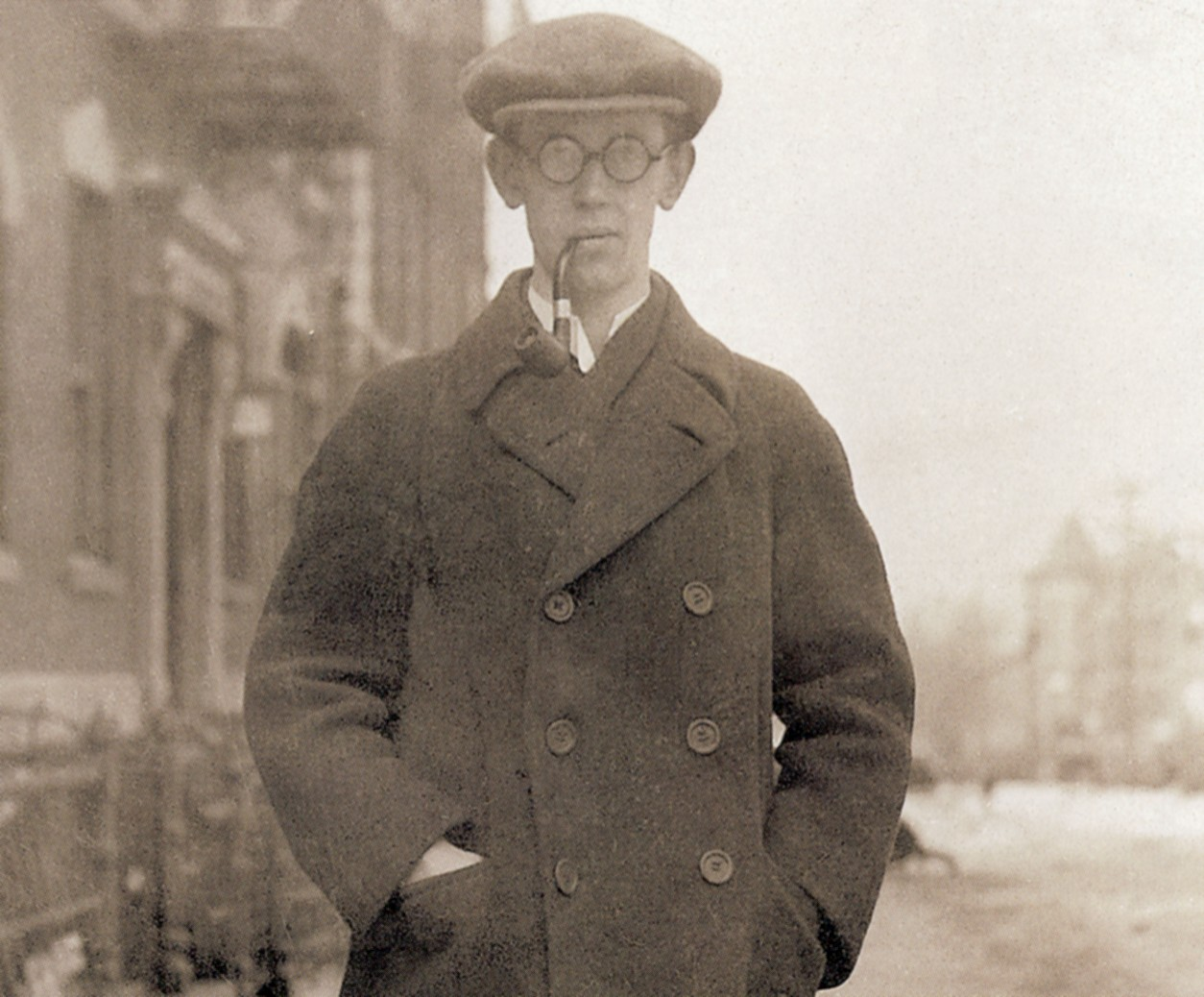
Peter Bang 1924

Als sich die Rundfunkindustrie, insbesondere in den USA, rasch entwickelte, ging Peter Bang nach seiner Graduierung in die Vereinigten Staaten. Er und sein Bruder Poul reisten im Herbst 1924 in die Vereinigten Staaten, wo Peter die Radioproduktion studierte und sechs Monate lang in einer Radiofabrik arbeitete.
Vor der Abreise sprach er mit dem Vater über die Idee, eine Herstellung in Dänemark zu beginnen.
Aber er konnte noch nicht anfangen. Unmittelbar nach der Rückkehr nach Kopenhagen wurde er von dem Kommilitonen Svend Olufsen kontaktiert, der in Kvuistrup einen leichten Empfänger baute und einen Partner brauchte. Peter ging zu Svend, und mit Geld, das Svends Mutter aus Eierverkäufen erarbeitete, begannen die beiden Ingenieure ihr Projekt. Es sollte der Anfang einer langjährigen Zusammenarbeit sein.

## Gründung von Bang & Olufsen

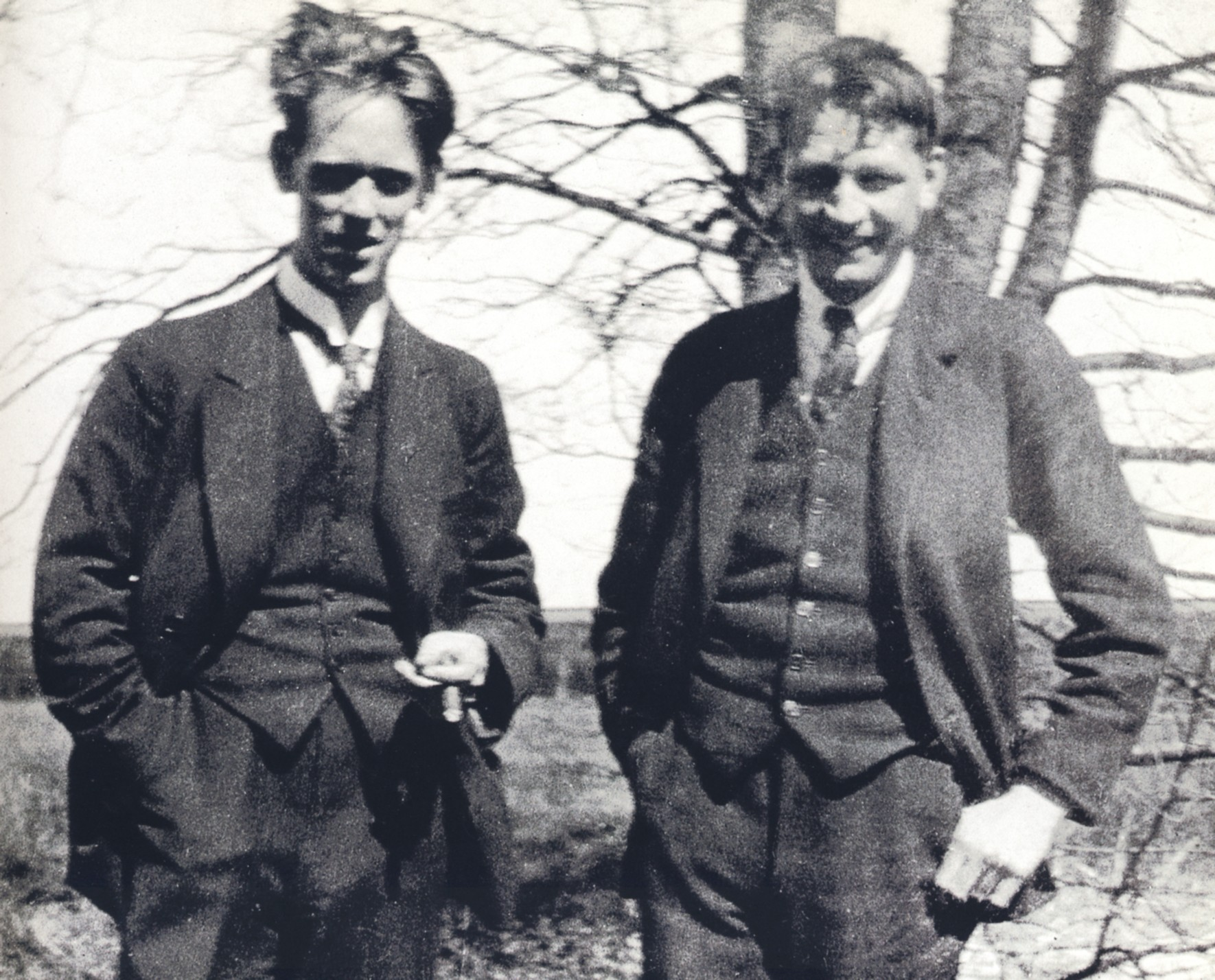
Peter Bang und Svend Olufsen (1930)

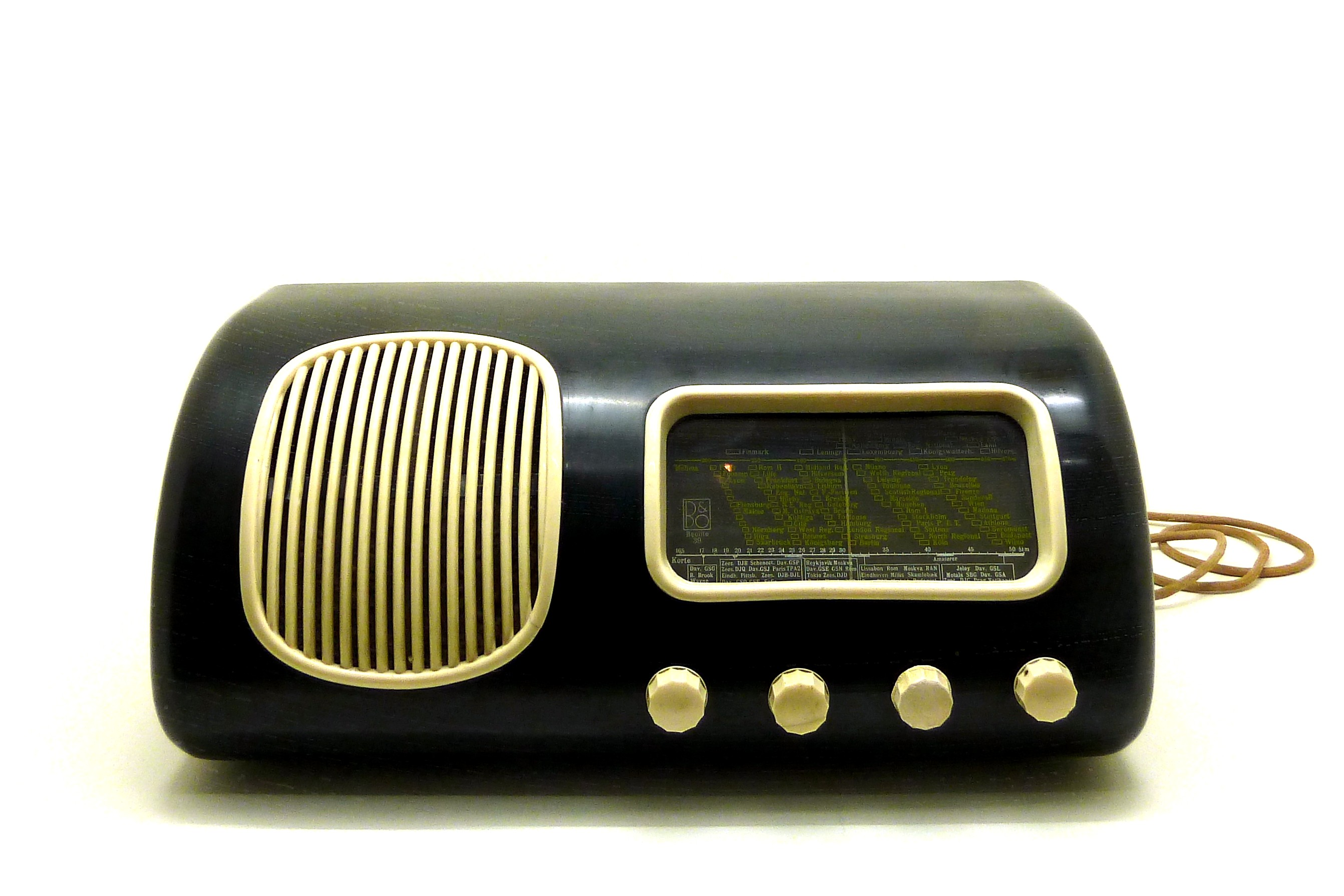
„Beolit 39“, Peter Bangs Konstruktion (1939)

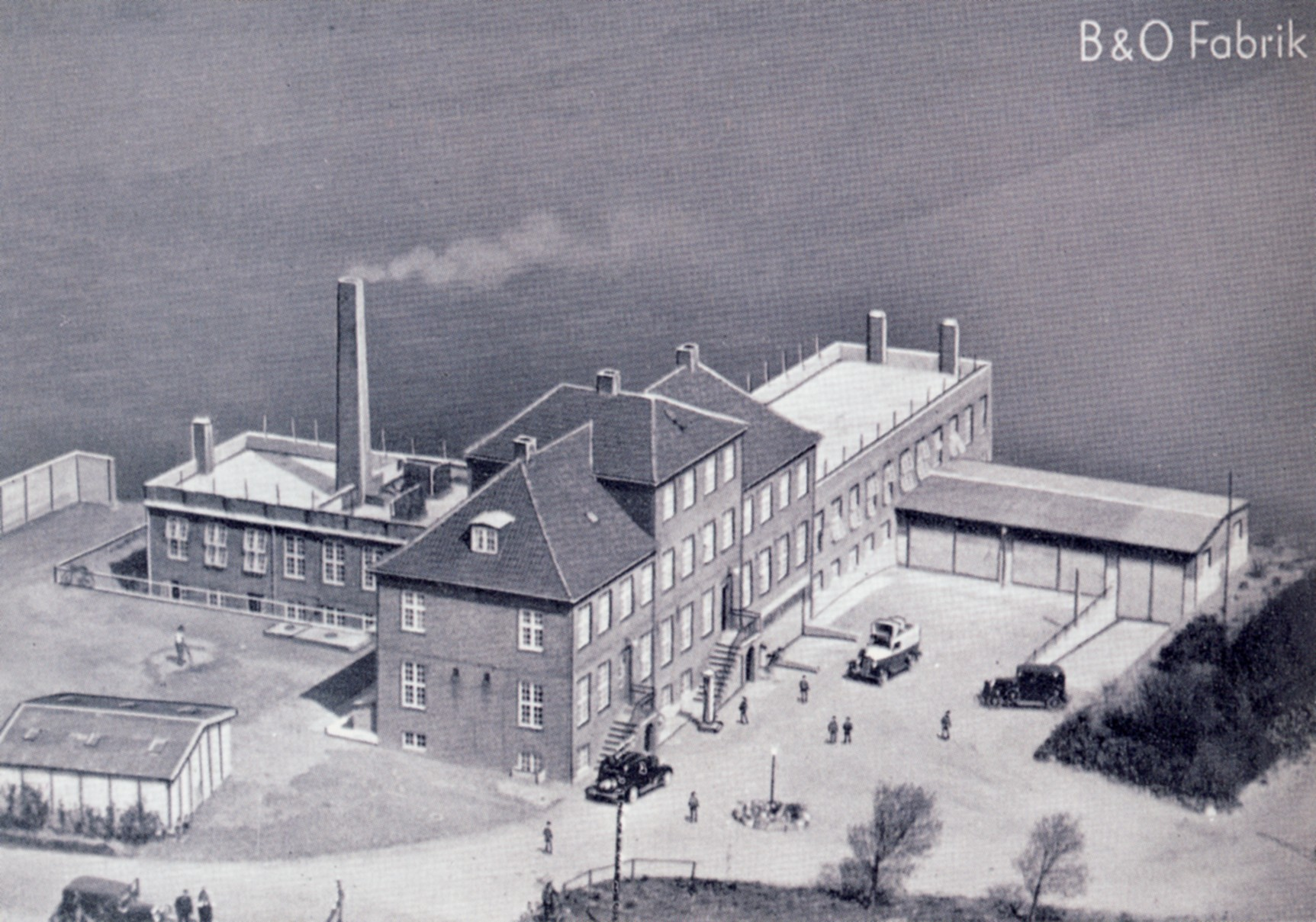
Fabrik in Struer 1938

Es dauerte nicht lange, bis die beiden jungen Ingenieure herausfanden, dass sie gut zusammenarbeiten konnten, und dass es genug zu tun gab. Camillo Cavour Bang bat sie, dazu nach Kopenhagen zu kommen. Am 17. November 1925 fand die A / S Bang & Olufsen Gründungsversammlung statt. Das Startkapital betrug 10.000 Nkr. Jeder der Gründerväter hatte einen Anteil von 4.000 Nkr, während ihre jeweiligen Väter jeweils 1.000Nkr hatten. Camillo Cavour Bang wurde zum Präsidenten des Vorstands gewählt.
Nach einem schleppenden Start mit geringem Erfolg mit dem Lichtstromempfänger fanden die beiden Gründer heraus, dass es einen rentableren Markt für ein Produkt gab, das die zuvor batteriebetriebenen Funkgeräte mit Strom aus dem Netz versorgen konnte. Das Produkt, das einem heutigen Generator am nächsten kommt, hatte den Namen Eliminator. Es wurde 1926 das erste kommerzielle Produkt und bildete die Existenzgrundlage des Unternehmens in den ersten Jahren.
Dann zeigte sich Bang & Olufsen mit einer Funkanlage von Peter Bang als technischer Innovator. Bang war ein Mann, der die Aufgaben in Angriff nahm und sie – oft auf brillante Weise – löste, ohne jemals zu erkennen, wie brillant es war. Er stand oft nachts auf, um zu experimentieren.
Als Svend Olufsen im Jahr 1949 starb, führte Peter Bang das Unternehmen bis zu seinem Tod 1957 allein weiter. In dieser Zeit kamen B&O-Fernseher auf den Markt (1952 erstes Fernsehgerät TV 508 S "Trillebøren").

## Privatleben
Peter Bang heiratete 1933 Else Windfeldt Jensen (1907–1937), aus dieser Ehe ging 1935 sein Sohn Jens Bang hervor. 1939 heiratete er Kirsten Retlev-Abrahamsen (1914–1990), mit der er drei Kinder hatte: Lotte Bang Thorsen, Lars Peter Bang und Dorte Krogh.
Beide Söhne traten in die Fußstapfen des Vaters, wurden Ingenieure und arbeiteten in der Fabrik in Struer.
Peter Bang ist in Gimsing Kirke in der Nähe von Struer begraben.